# آباص یکم
آباص (یکم) باگراتونی (به ارمنی Աբաս Ա، به لاتین Abas I) پسر سمبات یکم چهارمین پادشاه دودمان باگراتونی می‌باشد که از تاریخ ۹۲۸–۹۵۳ میلادی بر ارمنستان سلطنت کرد.

## تاریخ
آباص یکم سلطنت خود را با انعقاد یک پیمان صلح با حکمرانان ساجیان آغاز کرد.
این حکمرانان سرانجام پس از آن جنگ‌های پی در پی که برای آنان به نحو فاجعه‌آمیزی به پایان رسیده بود ناگزیر شدند به‌جای آن کشور قدیمی فرمانبر و قابل تجزیه و تقسیم به دلخواهشان به وجود یک ارمنستان مستقل و مقتدر اذعان کنند. هر دو طرف اسرای خود را با هم مبادله کردند.
آباص یکم شروع به باسازی شهرها و روستاها کرد، از جمله به عمران شهر قارص پرداخت، در آنجا کلیساهای متعدد ساخت و آن را پایتخت دوم کشور قرار داد. دوران سلطنت او دوران صلح و آرامش بود، و تنها عملیات نظامی که این پادشاه مجبور به انجام آن گردید لشکرکشیهایی بود که برای جنگ با پادشاه آبخازها کرد. آنان را شکست داد و آبخازی‌ها مجبور به عقب‌نشینی تا رودخانه کورا شدند.